# Сибин
Сибин (на хърватски: Sibinj) е село и община в Бродско-посавска жупания, Хърватия. Общината включва 12 населени места.
Според преброяването от 2011 г. общината има 6895 жители, 98,6% от които хървати.